# Солис, Мануэль
Мануэ́ль Соли́с Па́льма (исп. Manuel Solís Palma; 3 декабря 1917, провинция Лос-Сантос, Панама — 6 ноября 2009, Панама) — панамский государственный деятель.
В 1963—1964 и в 1983—1988 годах — министр просвещения Панамы.
Временно исполнял обязанности президента Панамы с 26 февраля 1988 по 1 сентября 1989 года, заменив Эрика Артуро Дельвалье.
Позднее был депутатом Центральноамериканского парламента с 1995 по 1999 год, затем советником в правительстве Мартина Торрихоса.